# 化けてりや
『化けてりや』（ばけてりや）は、たかはし慶行による日本の漫画作品。『増刊ヤングガンガンビッグ』、『月刊ビッグガンガン』（スクウェア・エニックス）で2011年Vol.01から2013年Vol.09まで連載された。

## あらすじ
京都の名門大学に入学した青年・神谷直也。野望を持って大学生活を満喫しようとした彼の目の前に立ちはだかるは、彼を“イケニエ”として狙う妖怪たちだった。

## 登場人物
神谷 直也（かみたに なおや）
名門大に入学した青年。
津久井（つくい）
サングラスをかけた謎の男。妖怪たちから一目置かれている。
一井（いちい）
妖術を操る、謎の美少女。
御陵了（みささぎ りょう）
名門大を支配する令嬢。
大文字擬鬼（だいもんじ もどき）
神谷を父と慕う、幼い少女の姿をした妖怪。

## 単行本
- たかはし慶行 『化けてりや』 スクウェア・エニックス〈ビッグガンガンコミックス〉、全4巻
  1. 2012年10月25日 ISBN 978-4-7575-3764-4
  2. 2012年10月25日 ISBN 978-4-7575-3765-1
  3. 2013年4月25日 ISBN 978-4-7575-3949-5
  4. 2013年10月25日 ISBN 978-4-7575-4101-6